# Liberato Manuel Pinheiro Neto
Liberato Manoel Pinheiro Neto (Florianópolis, 29 de outubro de 1948) é um jornalista, professor e poeta brasileiro. Bacharel e licenciado em letras pela Universidade Federal de Santa Catarina - UFSC. Pós-graduação em Planejamento Educacional e 
Teoria Prática Pedagógica. Coordenador do Projeto Comunitário Confraria da Leitura na Barra da Lagoa. 

## Vida
Manezinho de Florianópolis, adotou a Barra da Lagoa como seu lugar para viver e se inspirar. Filho de Francisco Pinheiro e de Rely de Souza Pinheiro.

## Carreira
É titular da cadeira 24 da Academia Catarinense de Letras, a qual ingressou em 18 de outubro de 1983, proferindo o seguinte discurso:
Discurso de posse do acadêmico Liberato Manoel Pinheiro Neto.
"Minhas Senhoras e meus Senhores,
Antes de qualquer coisa quero desculpar-me com os demais integrantes desta Academia - mestres na arte da oratória pelo fato de não ser dado à colaboração de discursos e muito menos orador.
Compelido pela praxe acadêmica, consegui, afinal, depois de luta insana com meus fantasmas e demônios, elaborar este que chamo de “pré-requisito para o ingresso oficial na Academia Catarinense de Letras”.
Escrevo poemas, às vezes alguns contos ou crônicas. Não tenho a veleidade de ser um poeta. Participo do processo ensino-aprendizagem, com meus alunos. Procuro ser um educador.
Senhores Acadêmicos,
Não sou daqueles que escondem seus desejos, suas vontades, suas aspirações. Quando almejo algo, quando desejo realizar alguma coisa procuro ser o mais objetivo possível. E ratifico neste momento aquilo que disse a cada um dos senhores, pessoalmente ou por carta: quero pertencer à ACL.
Aos senhores — àqueles 23 obviamente — que me creditaram seu voto de confiança, oportunizando minha eleição, quero agradecer de público hoje, nesta minha festa de recepção.
Os senhores são os responsáveis diretos pela realização de um sonho.
Senhoras e Senhores,
Ouve-se hoje, no mundo inteiro, um clamor uníssono por formas mais humanas de vida, pela humanização social, por uma revisão de valores que tornem possível ao homem uma vida mais feliz e mais significativa.
A sociedade contemporânea é composta por valores cujos sentidos estão muito distantes
daquilo que imaginamos como verdadeiro veículo. Capaz de levar o homem à realização plena.
O homem busca a cada dia e sempre o “ter”. O “ser” fica em 2o plano.
Por tudo isto, numa sociedade capitalista como a nossa, onde a inflação galopa e a luta pela sobrevivência é um monstro a nos assustar a todo o instante, que sentido pode alguém vislumbrar numa Academia de Letras, para querer dela fazer parte?
Muitas podem ser as respostas. Muitas podem ser também as argumentações que poderão contradizer essas m respostas.
Entretanto, acredito muito na minha. E é ela que responde hoje, neste espaço de meu tempo, de nosso tempo, nesta solenidade, a este questionamento que faço.
Acredito sinceramente no propósito maior desses 40 acadêmicos que fazem viver esta nossa entidade; isto é, que o sentido, o valor maior é a defesa da liberdade. Não apenas a liberdade de expressão literária ou a liberdade de defender e/ou cultuar a memória de nossos antecessores. Mas a liberdade plena. Com todas as letras maiúsculas. A liberdade de poder ir e vir, de ser responsável, de ser caridoso, de ser solidário, de participar. A liberdade de poder ser livre para pensar a própria liberdade.
Senhoras e Senhores,
Atendendo mais uma vez a praxe acadêmica falarei agora sobre o patrono e o fundador da cadeira que a partir de hoje, passo a ocupar.
José Johanny, o Patrono, nasceu a 30 de maio de 1872, na cidade de Laguna. É filho de Henrique André Johanny e de D. Mathilde Gonçalves Barreiros Johanny. Em 1883 entrou para a tipografia do Jornal “A Verdade” e no ano seguinte fundou o diminuto “Caturra”. Em 1887 criou o “Fanal”, de curta duração. Em 1890 auxiliou na criação do Jornal literário “Colibri”. Em 1893 fundou “A Pátria”, órgão de orientação partidária. Em 1896 mudou-se para Gravatal onde exerceu os cargos de Agente do Correio e Professor Primário, abraçando depois a carreira comercial.
Em 1902 foi convidado para o cargo de Secretário do Conselho Municipal, em cujo
exercício permaneceu até 1908.
Foi eleito deputado ao Congresso do Estado.
Fundou, em julho de 1910 a “Revista Catharinense”, sendo seu Diretor. A publicação foi suspensa em 31 de dezembro de 1914.
Exerceu o cargo de Promotor Público nas comarcas de São Bento do Sul e São Francisco do Sul, abandonando logo em seguida para se dedicar à advocacia.
O Primeiro Ocupante da Cadeira
Francisco Barreiros Filho nasceu a 28 de setembro de 1891, na cidade de Tubarão, Santa Catarina. Filho de Francisco Gonçalves da Silva Barreiros e de dona Maria Antonia Antunes Barreiros.
Casado com dona Altamira Flores Barreiros, com quem teve três filhos. Maria, Américo e Neusa.
Sua vida de homem público, de poeta e professor é extensa e significativa.
Bacharelou-se em “Ciências e Letras” em 1911, no então Ginásio Catharinense dos Jesuítas, hoje Colégio Catarinense.
Foi aluno do Colégio Mackenzie, em São Paulo, onde cursava Engenharia, O “Tifo Malárico”, entretanto o impediu de prosseguir com os estudos.
Em 1916, foi aprovado em 1o lugar em concurso público, a que se submeteu, passando então a atuar como Professor Catedrático de Português e Literatura da Escola Normal nomeado pelo ato em 1 de junho de 1916.
Por três vezes assumiu a direção da Escola Normal nos Governos de Hercílio Luz e Adolfo Konder.
Em 1930, no Governo do Gal. Ptolomeu de Assis Brasil foi nomeado Diretor de Instrução Pública.
Na área do magistério atuou ainda como professor de Francês também na Escola Normal e como professor da Academia de Comércio de Santa Catarina. 
Foi deputado estadual em 1935. Iniciou sua carreira jornalística em 1912 como colaborador do Jornal “O Argos”, onde defendeu a idéia de se fundar em nossa capital uma Academia de Letras.
Foi diretor do Jornal “O Estado” em 1946, ficando ligado àquele diário durante seis anos ininterruptos, através de artigos assinados ou em função de chefia. Sua última coluna foi
publicada em 13 de maio de 1972 quando recordou sua passagem pela redação e políticos da
época.
Francisco Barreiros Filho foi, sem dúvida alguma um dos expoentes máximos entre os valores de sua geração. Com grande projeção intelectual tanto na tribuna como no jornal ou na cátedra, o Mestre de Língua Nacional Barreiros Filho tem diversas passagens em sua vida que comprovam tal afirmação.
Selecionei duas que considero de extrema importância para revivermos um pouco de sua memória esta noite.
A primeira do trabalho publicado por Altino Flores em “O Estado”, em 1971, sob o título “Por uns certos oitenta anos”, quando do octagésimo aniversário do poeta e professor.
Cito “Ao matricular-se no Ginásio Catarinense, dos Padres Jesuítas, nesta capital, distinguiu-se logo pelo conhecimento das principais sutilezas gramaticais Afiadíssimo em“análise lógica”. O velho e piíssimo Padre Vargas,catedrático de Português, estimava-o deveras. Em aula, costumava propor-nos para análise uma estrofe de OS LUSÍADES ou um retalho qualquer de um vetusto clássico. Mandava um aluno analisar. Se este não acertasse, chamava outro. Se também esse titubeasse, outros sucessivamente iam sendo chamados. Foi, bem me lembro, o que, certa vez, aconteceu quando nos foi dado para analisar um retorcido período interrogativo, extraído da Imagem da Vida Cristã, do remoto quinhentista Frei Heitor Pinto: “A vida, que sempre morre, que se perde em que se perca?” O osso, de fato, era duro de roer. Nenhum dos alunos chamados teve dente capaz de esburga-lo. Então o bom Padre Vargas, com aquele seu sorrizinho de inocente ironia, olhando por cima dos óculos, voltou-se para Barreiros e com a sua voz lenta e cantada:
— Barreiros. — exclamou — dê quinau a esca rapaziada!
“Não houve dúvida. O quinau veio. A encaracolada interrogação de Frei Heitor Pinto foi por Barreiros Filho analisada, partida em porções — quero dizer: em orações — e estas classificadas, rotuladas e expostas ao nosso entendimento como a coisa mais simples deste mundo”.
A segunda passagem encontrei no texto “O Velho Mestre”, do não menos mestre Nereu Corrêa quando fala de sua relação e admiração por Barreiros Filho. CITO:
"Numa das últimas visitas que lhe fiz, perguntei-lhe qual foi a sua maior emoção vivida em toda a sua carreira de professor. Ergueu a cabeça, concentrou-se alguns segundos, os olhos fixos num ponto indeterminado, e respondeu-me: “Foi no dia em que, inesperadamente, quando eu ia iniciar a minha aula na Escola Normal, entra pela sala o Dr. Adolfo Konder, então Governador do Estado. Acompanhava o um cidadão, que eu não conhecia. Foi então que ele me disse:
— Barreiros, convidei um amigo, que acaba de chegar do Norte, para assistirmos à sua aula.
E, pegando-me pelo braço, apresentou-me ao visitante:
— Este é o Dr. João Pessoa, Governador da Paraíba.
O prof. Barreiros fêz uma pausa, e concluiu:
— Você pode imaginar a emoção que senti com a surpresa da visita, e o meu embaraço em ter que dar uma aula de rotina tendo como assistentes, além dos meus alunos, dois governadores."
Minhas Senhoras e Senhores,
Não foi por acaso que candidatei-me à cadeira fundada por Francisco Barreiros Filho.
Diversos fatores coincidentes, tanto de ordem profissional e literária, bem como de afetividade, contribuíram para essa tomada de decisão. Senão vejamos:
Como disse anteriormente, escrevo poemas e procuro ser um educador, no sentido amplo da palavra.
Sou licenciado em Língua Portuguesa e Literatura Brasileira; tenho três livros de poemas publicados e participação em inúmeras coletâneas e antologias poéticas; fui repórter e redator do Jornal “O Estado” e atuo ainda hoje no jornalismo, como colaborador do Jornal de Santa Catarina; fui colega de magistério da filha do Mestre, a saudosa professora Maria Barreiros, bem como professor de uma das netas de meu antecessor, na Escola Técnica de Comércio Senna Pereira.
Por tudo isto é que ratifico publicamente o que à minha grande amiga. Acadêmica Maura de Senna Pereira, ex-aluna e admiradora do Grande Mestre Francisco Barreiros Filho: compromisso maior para com a memória do fundador da Cadeira que doravante passo a ocupar, isto é, preparar um trabalho sobre sua vida e obra para posterior publicação.
Senhores, quero neste instante agradecer a todos aqueles que direta ou indiretamente contribuíram para que este poeta ilhéu pudesse viver mais um de seus inúmeros sonhos nesta noite.
Agradecer a meus pais, minha esposa e filhas, a presença amável e a paciência de todos os senhores.
Agradecer ao eminente escritor e acadêmico Júlio de Queiroz, pela recepção calorosa de suas palavras, enfim, a todos os confrades presentes.
Por fim, quero pedir licença a todos para dedicar a minha alegria desta noite integralmente a meu pai, por dois motivos: primeiro pelos sacrifícios que despendeu para a educação dos filhos, proporcionando estarmos aqui hoje; segundo pelo fato de que exatamente hoje, 18 de outubro, ele, completa mais um ano de existência.
Obrigado a todos e que Deus nos ajude!"
Discurso do acadêmico Pinheiro Neto (Liberato Manoel) proferido no dia 18-10-83, por ocasião de sua posse na Academia Catarinense de Letras, realizada no Auditório do 16º DRF — DNER.
Foi editor, com o escritor e editor Vinícius Alves da revista “Contos & Poemas”, na década de 80. 
Homenageado em 8 de março de 2010 pela Câmara Municipal de Florianópolis, laureado pelo Vereador Renato Geske com a medalha João David Ferreira Lima pelos relevantes serviços prestados na Educação Superior de Florianópolis e de Santa Catarina.

## Algumas publicações
- Prefeitura, Comunidade e Educação, 1976
- Iriamar, 1978
- Chrischelle, 1980
- Minha Senhora do Desterro, 1981
- A Rosa do Verso, 1988
- Ciclo dos Olhos, 1998
- Histórias de (A)mar e Outras, 2009